# Américo da Silva Areal
Américo da Silva Areal (Agrela, 1914 - 1976) foi um professor, escritor e empresário português. Fundou as Edições ASA em 1951, empresa de destaque em seu mercado, no país.

## Biografia
De origem social humilde, era filho de um professor primário e de uma lavradeira. Estudou dez anos no Seminário do Porto e, ao descobrir a sua vocação para o magistério, de modo a poder prosseguir os seus estudos, empregou-se como prefeito no Colégio Brotero, na foz do rio Douro.
A trabalhar e a estudar, sempre com as mais elevadas classificações, concluiu o curso do Magistério Primário. Enquanto lecionava, obteve a sua primeira licenciatura, em Geologia. Desde logo começou por publicar as sebentas das aulas que frequentava na Universidade, obtendo assim os recursos de que necessitava para custear os cursos de duas irmãs, uma que viria a ser professora primária durante 42 anos e outra, Engenheira Química.
Foi autor de vasta obra, que abrange desde títulos para o Ensino Primário até ao Superior, das Línguas às Ciências Exatas. Tendo pertencido à oposição ao Estado Novo Português, valeu-se de diversos pseudónimos para que as suas obras não fossem apreendidas pela polícia política à época.
Fundou dois externatos e, em 1951, as Edições ASA.